# Le Kidnappeur
Pour plus de détails, voir Fiche technique et Distribution.
Le Kidnappeur (titre original : El secuestrador) est un film argentin réalisé par Leopoldo Torre Nilsson et sorti en 1958.

## Synopsis
La vie de pauvres gosses d'un bidonville de Buenos Aires. De parents chômeurs, le vol est leur seul moyen de survie. Mais, ils agissent dans un univers hostile et dangereux : deux d'entre eux vendent une statue volée au gardien d'un cimetière qui les escroque. Ce dernier, moyennant argent, autorise, d'autre part, un couple d'adolescents amoureux à pénétrer, de nuit, dans les jardins du cimetière. Là, le garçon est battu et la fille violée par des employés. Le petit garçon Bolita, livré à lui-même, est dévoré par un cochon. Ses frères, ne le voyant pas revenir, s'en prennent au fils du directeur des pompes funèbres, censé être à l'origine de sa disparition, et finissent par le tuer...

## Fiche technique
- Titre du film : Le Kidnappeur
- Titre original : El secuestrador
- Réalisation : Leopoldo Torre Nilsson
- Scénario : L. Torre Nilsson et Beatriz Guido (es) d'après son œuvre Cuentos memorables (1955).
- Photographie : Alberto Etchebehere
- Format : Noir et blanc, 35 mm
- Musique : Juan Carlos Paz
- Son : Mario Feria
- Montage : Jorge Garate
- Décors : Emilio Rodríguez Mentasti
- Production : Argentina Sono Film SACI
- Pays d'origine :  Argentine
- Langue originale Espagnol
- Durée : 75 minutes
- Sortie : 25 septembre 1958

## Distribution
- Lautaro Murúa : Patrick
- María Vaner : Flavia
- Leonardo Favio : Berto
- Carlos López Monet : Gustavo
- A. López Méndez : Bolita
- Alberto Orlegui : Pelusa

## Films apparentés
- Los Olvidados (Mexique, 1950) de Luis Buñuel
- Pixote, la loi du plus faible (Brésil, 1980) d'Héctor Babenco

## Commentaire
« La séquestration est le grand thème de l'univers de Leopoldo Torre Nilsson. » Beaucoup de titres réalisés par le cinéaste argentin sont effectivement marqués par l'idée de captivité ou de faute. Dans El secuestrador, les terrains vagues dans lesquels évoluent des enfants misérables, voués à la cruauté d'une métropole urbaine, constitue un milieu volontairement coupé de son contexte et que Torre Nilsson « étudie avec une patience d'entomologiste. »
L'œuvre la plus citée, à propos d' El secuestrador, est Los Olvidados (1950). Les similitudes constatées n'ont rien de superficiel. Torre Nilsson « procède de la même manière : viols, crimes, vols, escroqueries n'ont pas d'autre raison d'être que la mise en évidence de la force de séquestration du mal (qui donne au titre un double sens). [...] Le film n'est pourtant pas une œuvre où s'affronte le Bien et le Mal, notions abstraites, mais bien une œuvre enracinée lucidement dans la réalité argentine avec ses quartiers luxueux et ses villa miseria. [...] Par bien des aspects, El secuestrador atteint à la puissance de Los Olvidados, par sa dénonciation du mal considéré comme fait social, comme résultat d'une misère liée à l'aliénation sociale et morale de certains êtres humains. »